# Sternocera aequisignata
El escarabajo joya verde (Sternocera aequisignata) es una especie de escarabajo del género Sternocera, familia Buprestidae. Fue descrita científicamente por Saunders en 1866.

## Descripción
Puede alcanzar una longitud de aproximadamente 30 a 50 milímetros (1,2 a 2,0 pulgadas). Los élitros y el pronoto tienen una hermosa iridiscencia esmeralda metálica. El pronoto está densamente punzado.

## Distribución geográfica
Esta especie se encuentra en el sur de Asia, incluyendo India, Birmania, Tailandia y el sur de Vietnam.

## Ciclo de vida
La hembra pone huevos individualmente en el suelo, en la base de las plantas hospedantes. Cada hembra es capaz de poner de 5 a 12 huevos, que tardan 2 meses en eclosionar. La larva eclosionada tiene cinco estadios. Las etapas 1 a 4 permanecen en el suelo durante 3 a 4 meses, donde se alimentan de las raíces de las plantas hospedantes adultas. El quinto estadio se puede encontrar sobre el suelo, hasta que regresa bajo tierra nuevamente para convertirse en pupa. Los escarabajos adultos tienen una vida corta de 1 a 3 semanas, aunque el ciclo de vida completo toma hasta dos años.